# キャディ・コイタ
キャディ・コイタ（Khady Koita、1959年 - ）とはセネガル出身の女性作家、女性器切除 (FGM)廃絶活動家、GAMS の欧州メンバー、La Palabre のヨーロッパ代表。

## 略歴
1959年、セネガルのティエス州に生まれる。7歳のとき、親類の家に連れて行かれ「これからサリンデ（「清める」の意）をされます。」と告げられる。そこには、同年代の少女が数人集まっており、呼ばれて順に入った小部屋からその少女たちが狂ったように泣き叫ぶ声が聞こえたという。キャディも名前を呼ばれて部屋に入ると女性数人に押さえつけられ、麻酔なしに剃刀で陰核（クリトリス）を切り取られた。この時の痛みは他の痛みに例えようの無い程の激痛でその瞬間に、将来への希望など全てを奪われたと語っている。
13歳でパリ在住の20歳年上の見知らぬセネガル人の従兄と強制結婚させられ、フランスに渡る。夫からの性的暴力に耐えて、5人の子供を産む一方でフランス語を教えるなどして生計をたてていた。37歳の時に離婚した。
女性器切除(Female Genital Mutilation)の痛みに苦しみながらも、その慣習自体に疑問を持ったのはずっと後であり自分の娘たちがFGMを受けることを受け入れた。長女と次女は従姉が済ませ、三女は生後間もないうちに知り合いに済ませてもらった。しかし三女がFGMを受けた直後にマリ人の女子がパリで、FGMの為に亡くなった事を知り、その従姉は二度としないと誓ってくれたという。そのマリ人の女子が亡くなって3年ほど経った頃にフランスメディアがその事を大々的に報じ始めた（キャディ曰く「フランス人の大半はこの報道によりFGMのことを知った」）。多くのメディアは非難しキャディはそこで初めて、FGMが野蛮な伝統であると知る。
1990年代からGAMSの活動を生活の中心とすえ、FGM廃絶活動を行っている。2005年に半世紀を綴った自伝「切除されて」を実名でフランスで出版し、アフリカ系移民も多いフランスでベストセラーとなる。現在は宗教や文化に関係なく女性器切除や強制結婚を廃止する為に、FGM廃絶活動家として精力的に活動している。2007年5月に邦訳版が日本で発売され、同年6月に来日した。
性器切除や性的暴力に関しては「（性器切除は）女性への人権損害。文化や宗教の違いではない。根っこにあるのは女性を信用できない男性の幼児性。この世界で起きている女性への暴力の延長線上にある問題である。」と発言している。

## 作品
- 『切除されて』ヴィレッジブックス；ソニー・マガジンズ 2007年